# فن (فريزي)
فِن، ابن فن، كان ملكاً أسطورياً من فريزيا، هولندا. ورد ذكره في ملاحم Widsith، بيولف، وفي Finnsburg Fragment. هناك أيضاً فِن تم ذكره في هستوريا بريتونوم.